# 中海石油化学
中海石油化学 股份有限公司（ジョンハイシーヨーファグン グーフェンヨーシェングース:日本語読み:ちゅうかいせきゆかがく、英: China BlueChemical）は中国北京市に本社を置く化学メーカー。中国第3位の石油・ガス会社である中国海洋石油総公司を親会社に持つ中国最大の窒素肥料メーカーであり、天然ガスを原料とした尿素や各種化学製品の製造もおこなう。2006年9月29日に香港証券取引所に上場した。生産施設は海南省東方市、湖北省鍾祥市、内モンゴル自治区フフホト市、黒竜江省鶴崗市にある。